# فرمانداری ایروان
فرمانداری ایروان (به انگلیسی Armenian Oblast)، یک واحد اداری بود که بین سال‌های ۱۸۴۹ تا ۱۹۱۸ میلادی ایجاد شد. در سال ۱۸۴۰ میلادی به فرمان نیکلای یکم بر اساس اصلاحات امپریالیستی، ابلاست ارمنستان به مرکزیت تفلیس به عنوان یک واحد اداری جدید به نام فرمانداری ایمرتی-گرجستان تشکیل شد. واحد اداری فرمانداری ایمرتی-گرجستان در سال ۱۸۴۶ میلادی برچیده می‌شود و از ۱۸۴۹ میلادی یک واحد اداری جدیدی به نام فرمانداری ایروان تشکیل می‌شود.

## تاریخ
فرمانداری ایروان ۲۸۰۰۰ کیلومتر مربع با استانهای (دشت آرارات، آرارات، آراگاتسوتن، کوتایک، شیراک، آرماویر، وایوتس‌جور، گغارکونیک و نخجوان) تشکیل می‌شود.
به فرمان نیکلای یکم در سال ۱۸۴۰ میلادی قفقاز جنوبی به دو ناحیه اداری تقسیم می‌شود؛ واحد اداری ابلاست خزر به مرکزیت شماخی و فرمانداری ایمرتی-گرجستان. بدون در نظر گرفتن هویت دینی، ملی مردم قفقاز این واحدهای اداری تشکیل شد و همین باعث ایجاد خشم و شورش‌های مردمی می‌شود تا اینکه در سال ۱۸۴۶ میلادی این واحدهای اداری برچیده می‌شود و به جای آن فرمانداری تفلیس و فرمانداری کوتایسی ایجاد می‌شود و از ۱۸۴۹ میلادی یک واحد اداری جدیدی به نام فرمانداری ایروان تشکیل می‌شود.

## ایروان
از آنجایی که ایروان فاقد امکانات شهری آن زمان بود احتیاج به تغییرات بسیاری داشت بنابراین در ۱۸۵۶ میلادی اولین طرح بازسازی شهر آماده شد و به اجرا درآمد. در ۱۸۶۰ میلادی، کلیسای گریگور مقدس (ایروان) و کلیسای روسی با پنج گنبد به نام کلیسای نیکلای مقدس (ایروان) بنا شد و چون شهر امکانات فرهنگی نیز نداشت در ۱۸۷۹ میلادی اولین ساختمان تئاتر شهر ساخته شد.
در پنجاه سال اول استقرار روس‌ها، وضعیت اقتصادی ایروان نسبت به سال‌های قبل بهبود یافت که رونق اقتصادی را در پی داشت. علت این امر امنیت کم و بیش بالای جاده‌های شمال رود ارس بود که بازرگانان را ترغیب به گذر از این منطقه و طبق معمول داد و ستد در ایروان می‌کرد ولی از آنجایی که دولت روسیه ایروان را منطقه‌ای مرزی و در واقع، جبههٔ جنگ می‌دانست و نگران حملهٔ ایران یا عثمانی به این منطقه و همچنین شورش اهالی برای جدا شدن از خاک امپراتوری بود بنابراین برای وابسته کردن منطقه از نظر اقتصادی به روسیه می‌بایستی از رشد اقتصادی آن جلوگیری می‌کرد. به این منظور و برای به رکود کشاندن اقتصاد شهر عوارض سنگینی بر کالاهایی که از ایروان می‌گذشت بستند؛ این امر باعث شد بازرگانان کالاهای خود را بیشتر از طریق باکو و تفلیس، که عوارض بسیار کمتری داشتند، عبور دهند. بدین ترتیب، ایروان با رکود اقتصادی گسترده‌ای روبه رو و عرصه برای بازرگانان روس باز شد تا کالاهای خود را به این شهر سرازیر کنند. تا ۱۸۹۶ میلادی، ایروان یازده مدرسه و دو مرکز تربیت معلم داشت؛ در این سال به فرمان تزار، برای دور کردن ارمنیان از فرهنگ و زبان خود، کلیهٔ مدارس ارمنیان را تعطیل و دانش آموزان را مجبور کردند تا از مدارس روس زبان دولتی استفاده کنند.
در اوایل سده بیستم، در شهر لوله کشی آب آشامیدنی و تراموا با اسب کشیده شد. در همین زمان، اولین نیروگاه برق بر روی رود هرازدان آغاز به کار کرد که فقط برای تهیهٔ برق کارخانه متعلق به «شوستوف» بود. تا آغاز جنگ جهانی اول، شهر دارای خط تلفن، مدرسهٔ دخترانه، راه آهن و غیره شد.

## ترکیب جمعیت
ترکیب جمعیتی منطقه فرمانداری ایروان در سال ۱۸۹۷ میلادی بر اساس منابع سرشماری امپراتوری روسیه.
|                 | ارمنی‌ها | تاتارها - آذری‌ها | کردها | روس‌ها | آشوری‌ها |
| مجموع           | ۵۳٬۲٪   | ۳۷٬۸٪            | ۶٬۰٪  | ۱٬۶٪  | ...     |
| --------------- | ------- | ---------------- | ----- | ----- | ------- |
| آلکساندراپول    | ۸۵٬۵٪   | ۴٬۷٪             | ۳٬۰٪  | ۳٬۴٪  | ...     |
| نخجوان          | ۳۴٬۴٪   | ۶۳٬۷٪            | ...   | ...   | ...     |
| استان گغارکونیک | ۶۶٬۳٪   | ۲۸٬۳٪            | ۲٬۴٪  | ۲٬۲٪  | ...     |
| سورمالی         | ۳۰٬۴٪   | ۴۶٬۵٪            | ۲۱٬۴٪ | ...   | ...     |
| نوراشن          | ۲۷٬۱٪   | ۶۷٬۴٪            | ۴٬۹٪  | ...   | ...     |
| ایروان          | ۳۸٬۵٪   | ۵۱٬۴٪            | ۵٬۴٪  | ۲٬۰٪  | ۱٬۵٪    |
| واغارشاپات      | ۶۲٬۴٪   | ۲۹٬۰٪            | ۷٬۸٪  | ...   | ...     |